# Kongeriget Grækenland
Kongeriget Grækenland (græsk: Βασίλειον τῆς Ἑλλάδος; tr. Vasíleion tīs Elládos) var et monarki på Balkanhalvøen, der eksisterede fra 1832 til 1924 og igen fra 1935 til 1973/1974.
Kongeriget Grækenland havde sin oprindelse i den såkaldte første græske republik, som var navnet på den provisoriske regering under Den græske uafhængighedskrig. Det blev oprettet i 1832 på grundlag af London-protokollen, undertegnet af stormagterne Storbritannien, Frankrig og Det russiske kejserrige. Staten blev internationalt anerkendt ved Konstantinopeltraktaten, hvor den blev sikret fuld uafhængighed af Det osmanniske rige. Monarkiet blev afskaffet i 1924 og afløst af den anden græske republik. Monarkiet blev genoprettet i 1935 og varede da frem til 1974, hvor det blev afskaffet i kølvandet på den græske militærjuntas sammenbrud og erstattet af den tredje græske republik.

## Eksterne links
- Wikimedia Commons har flere filer relateret til Kongeriget Grækenland
- Den græske kongefamilie

37°58′21″N 23°44′25″Ø / 37.972399°N 23.740223°Ø